# Rhododendron beanianum
Rhododendron beanianum är en ljungväxtart som beskrevs av John Macqueen Cowan. Rhododendron beanianum ingår i släktet rododendron, och familjen ljungväxter. Inga underarter finns listade i Catalogue of Life.